# Renesmee Cullen
Renesmee Cullen is een van de hoofdpersonen uit de boekenreeks Twilight, geschreven door Stephenie Meyer. Ze is de dochter van Edward Cullen en Bella Swan.

## Achtergrond
Renesmee Cullen is de dochter van Edward Cullen en Bella Swan Cullen. Ze is half mens en half vampier. Ze is geboren op 11 september 2006, Haar naam is een samenvoeging van de naam van Bella's moeder, Renée, en Edwards adoptiemoeder Esme. Haar tweede naam, Carlie, is een combinatie van de namen Carlisle, Edwards adoptievader, en Charlie, Bella's vader.  
Bij de geboorte van Renesmee was Bella (de moeder van Renesmee) bijna dood, waardoor Edward de keuze moest maken: Bella overlijdt, of Bella leeft voort als vampier. Edward spuit zijn gif rechtstreeks in het hart van Bella.
Nadat Jacob haar zielsverwant blijkt te zijn, ziet Irina, een vampier van de clan uit Denali (die ook geen mensenbloed drinken), Renesmee, en denkt dat zij een 'onsterfelijk kind' is: een kind dat is gebeten door een vampier. Dit is strikt verboden in de vampier-wereld, en ze informeert de Volturi. Die reizen af naar Forks, vastbesloten om Renesmee en alle Cullens te doden. De Cullens weten echter te bewijzen dat Renesmee geen 'onsterfelijk kind' is. Alice vindt een andere halfbloed, Nahuel, die uitlegt dat halfbloeden geen gevaar opleveren voor vampiers. Uiteindelijk zijn de Volturi overtuigd dat Renesmee geen bedreiging vormt en keren ze terug naar Volterra (Italië).

## Karakter
Renesmee heeft dezelfde gezichtstrekken en haarkleur als haar vader Edward, maar ze heeft de krullen van haar grootvader Charlie Swan en de bruine ogen van haar moeder Bella. Bella en Jacob beschrijven haar als de mooiste persoon ter wereld, ook al is ze erg jong.
Ze heeft bloed, waardoor ze blosjes op haar wangen heeft, en haar bleke huid licht op in de zon. Haar huid is warm en zacht, maar sterk als van een vampier. Renesmee kan zowel op bloed leven als op menselijk voedsel, hoewel ze de voorkeur geeft aan bloed. Ze produceert geen gif.
Ze heeft de speciale gave om gedachten te kunnen doorgeven door iemands anders huid aan te raken. Renesmee groeit zowel lichamelijk als geestelijk erg snel en kan zeven dagen na haar geboorte al praten. Aan het eind van het boek Morgenrood kan ze lezen, rennen, jagen en andere taken uitvoeren die vrij uitzonderlijk zijn voor haar jonge leeftijd. Ze groeit zo snel dat ze er na een week uitziet als een kind van drie maanden.
Na zeven jaar zal ze lichamelijk volwassen zijn. Ze zal eruitzien als iemand van 15 en daarna niet meer verouderen. Hoewel ze erg sterk is, wordt ze erg beschermd door haar familie. Ze ziet Alice, Jasper, Rosalie en Emmett als haar ooms en tantes. Carlisle en Esmé zijn haar opa en oma, net zo goed als Renée en Charlie.
Renée zal ze nooit ontmoeten omdat zij niet weet dat Bella een vampier is en dat ook nooit mag weten.